# Christian Wilhelm Pöppelmann
Christian Wilhelm Pöppelmann (* 12. Mai 1701 in Dresden; † 25. Januar 1782 in Bautzen) war ein deutscher Jurist und Beamter, der als kaiserlicher Oberpostmeister in Dresden und Bautzen wirkte. 

## Leben
Christian Wilhelm Pöppelmann war der jüngste Sohn des königlich-polnischen und kurfürstlich-sächsischen Oberlandbaumeisters Matthäus Daniel Pöppelmann (1662–1736) und dessen, aus einer niederländischen Patrizierfamilie stammenden, ersten Ehefrau Catharina Margarethe Stumpf († 1712 in Dresden). Seine älteren Brüder waren der Hofmaler Johann Adolph Pöppelmann (1694–1773) und der Baumeister Carl Friedrich Pöppelmann (1696/97–1750).
Nach einem sechsjährigen Besuch der Fürstenschule Sankt Afra in Meißen und dem anschließenden einjährigen Besuch der Fürstenschule Sankt Augustin in Grimma nahm Pöppelmann im Jahr 1720 ein juristisches Studium an den Universitäten in Leipzig und Wittenberg auf. Er promovierte in Wittenberg zum Doktor der Rechtswissenschaften (Dr. jur.) und wirkte dort eine Zeit lang als Respondent, bevor er nach Dresden zurückkehrte, wo er von 1723 bis 1727 als Angestellter einer Kanzlei tätig war. Von 1727 bis 1729 übte er das Amt eines kurfürstlichen Vize-Kreisamtmannes in Meißen aus.
Im Jahr 1729 wurde Christian Wilhelm Pöppelmann zum Oberpostmeister zu Dresden ernannt. Zwei Jahre später war er an einer Intrige des späteren Reichsgrafen Heinrich von Brühl (1700–1763) beteiligt, die zum Sturz des Briefe kontrollierenden Finanzministers Carl Heinrich von Hoym (1694–1736) führte. 1734 erfolgte Pöppelmanns Ernennung zum Oberpostmeister für die Oberlausitz, weshalb er nach Bautzen zog. Dort erlangte er 1741 den Rang eines Oberamtsadvokaten. Während des Siebenjährigen Krieges von 1756 bis 1763 gelang es ihm, den Postverkehr in seinem Verantwortungsbereich aufrechtzuerhalten. 1781 wurde der bereits kränkelnde Pöppelmann von seinen Aufgaben als Oberpostmeister für die Oberlausitz entbunden. Er verstarb wenig später und wurde am 28. Januar 1782 auf den Friedhof von Bautzen beerdigt.

## Ehe und Nachkommen
Am 2. Februar 1726 heirateten in Dresden Christian Wilhelm Pöppelmann und Johanna Salomé Busse (* um 1710; † 13. Dezember 1754 in Bautzen), einzige Tochter des kurfürstlichen Generalstabs-Sekretärs Busse. Nach dem Tod seiner Ehefrau lebte Pöppelmann im Witwerstand. Das Ehepaar hatte 22 Kinder, von denen nur zwei Söhne und zwei Töchter ihren Vater überlebten. 
- Auguste Eleonore Pöppelmann (* 11. November 1726 in Dresden; † 30. November 1804 in Muskau) heiratete den kursächsischen Oberamts-Protokollar zu Bautzen, Johann Christian Lehmann.

- Johann Christian Lehmann
- Augusta Sophie Lehmann, verheiratet mit Friedrich Theodor Mylius
- drei weitere Töchter

- Friederike Caroline Pöppelmann (* 14. Januar 1728 in Bautzen; † 16, Februar 1813 in Bautzen) heiratete  1756 den Kommissionsrat Carl Ehrenfried Brescius (1730–1802), der 1782 seinem Schwiegervater Christian Wilhelm Pöppelmann als Oberpostmeister in Bautzen nachfolgte.

- Christian Carl Brescius, 1785 Vize-Oberpostmeister, 1802 Oberpostmeister in Bautzen
- Wilhelm Gottfried Brescius
- Christian Johann Brescius († in Riga)
- Rahel Eleonora Brescius
- Carl Friedrich Brescius, Theologe
- Eleonore Friederike Brescius
- Karl August Brescius

- Johanna Sophie Pöppelmann († 1732)
- Christian Wilhelm Pöppelmann (*/† 1732)
- Carl Christian Wilhelm Pöppelmann (* 1733; † 13. Februar 1734)
- August Wilhelm Pöppelmann (1734–1816)
- Friedrich Joseph Carl Pöppelmann, Postmeister in Schweinerden
- Daniel Wilhelm Pöppelmann
- 14 weitere Kinder